# Honduras op de Olympische Zomerspelen 1976
Honduras nam deel aan de Olympische Zomerspelen 1976 in Montréal, Canada. Drie atleten werden afgevaardigd tijdens deze tweede olympische deelname.

## Deelnemers en resultaten

### Atletiek
| Olympiër         | Discipline            | Resultaat | Prestatie |
| ---------------- | --------------------- | --------- | --------- |
| Hipolito Lopez   | marathon (m)          | 41e       | 2:26.00   |
| Luís Raudales    | marathon (m)          | 49e       | 2:29.25   |
| Santiago Fonseca | 20km snelwandelen (m) | 27e       | 1:36.07   |

Amerikaanse Maagdeneilanden · Andorra · Antigua en Barbuda · Argentinië · Australië · Bahama's · Barbados · België · Belize · Bermuda · Bolivia · Bondsrepubliek Duitsland · Brazilië · Bulgarije · Canada · Chili · Colombia · Costa Rica · Cuba · Denemarken · Dominicaanse Republiek · Duitse Democratische Republiek · Ecuador · Egypte · Fiji · Filipijnen · Finland · Frankrijk · Griekenland · Groot-Brittannië · Guatemala · Haïti · Honduras · Hongarije · Hongkong · Ierland · IJsland · India · Indonesië · Iran · Israël · Italië · Ivoorkust · Jamaica · Japan · Joegoslavië · Kaaimaneilanden · Kameroen · Koeweit · Libanon · Liechtenstein · Luxemburg · Maleisië · Marokko · Mexico · Monaco · Mongolië · Nederland · Nederlandse Antillen · Nepal · Nicaragua · Nieuw-Zeeland · Noord-Korea · Noorwegen · Oostenrijk · Pakistan · Panama · Papoea-Nieuw-Guinea · Paraguay · Peru · Polen · Portugal · Puerto Rico · Roemenië · San Marino · Saoedi-Arabië · Senegal · Singapore · Sovjet-Unie · Spanje · Suriname · Thailand · Trinidad en Tobago · Tsjecho-Slowakije · Tunesië · Turkije · Uruguay · Venezuela · Verenigde Staten · Zuid-Korea · Zweden · Zwitserland